# Terry Weigkricht
Terry Weigkricht (ur.  1959) – austriacka brydżystka, World Grand Master w kategorii Women (WBF), European Grand Master oraz European Champion w kategorii Women (EBL).

## Wyniki brydżowe

### Olimpiady
Na olimpiadach uzyskała następujące rezultaty:
| Olimpiady brydżowe. Zawody teamów | Olimpiady brydżowe. Zawody teamów | Olimpiady brydżowe. Zawody teamów    | Olimpiady brydżowe. Zawody teamów | Olimpiady brydżowe. Zawody teamów | Olimpiady brydżowe. Zawody teamów |
| Rok                               | Miejsce                           | Zawody                               | Kategoria                         | Drużyna                           | Pozycja                           |
| --------------------------------- | --------------------------------- | ------------------------------------ | --------------------------------- | --------------------------------- | --------------------------------- |
| 2012                              | Lille                             | 2. Olimpiada Sportów Umysłowych      | Kobiety                           | Austria                           | 9                                 |
| 2004                              | Stambuł                           | 12. Olimpiada Teamów                 | Kobiety                           | Austria                           | 9                                 |
| 2002                              | Salt Lake City                    | 4. Mistrzostwa o Wielką Nagrodę MKOL | Kobiety                           | Austria                           | 5                                 |
| 1996                              | Rodos                             | 10. Olimpiada Teamów                 | Kobiety                           | Austria                           | 4                                 |
| 1992                              | Salsomaggiore                     | 9. Olimpiada Teamów                  | Kobiety                           | Austria                           | 1                                 |
| 1988                              | Wenecja                           | 8. Olimpiada Teamów                  | Kobiety                           | Austria                           | 5                                 |

### Zawody światowe
W światowych zawodach zdobyła następujące lokaty:
| Mistrzostwa Świata. Konkurencja teamów | Mistrzostwa Świata. Konkurencja teamów | Mistrzostwa Świata. Konkurencja teamów                | Mistrzostwa Świata. Konkurencja teamów | Mistrzostwa Świata. Konkurencja teamów | Mistrzostwa Świata. Konkurencja teamów |
| Rok                                    | Miejsce                                | Zawody                                                | Kategoria                              | Drużyna                                | Pozycja                                |
| -------------------------------------- | -------------------------------------- | ----------------------------------------------------- | -------------------------------------- | -------------------------------------- | -------------------------------------- |
| 2012                                   | Lille                                  | 5. Otwarte Mistrzostwa Świata Teamów Mikstowych       | Miksty                                 | Austria                                | 11                                     |
| 2005                                   | Estoril                                | 37. Mistrzostwa Świata Teamów                         | Kobiety                                | Austria                                | 9                                      |
| 2004                                   | Stambuł                                | 3. Transnarodowe Mistrzostwa Świata Teamów Mikstowych | Miksty                                 | Weigkricht                             | 35                                     |
| 2002                                   | Montreal                               | 11. Mistrzostwa Świata                                | Kobiety                                | Austria                                | 9                                      |
| 2001                                   | Paryż                                  | 35. Mistrzostwa Świata Teamów                         | Kobiety                                | Austria                                | 4                                      |
| 2000                                   | Southampton                            | 34. Mistrzostwa Świata Teamów                         | Kobiety                                | Austria                                | 4                                      |
| 1998                                   | Lille                                  | 10. Mistrzostwa Świata                                | Kobiety                                | Erhart                                 | 1                                      |
| 1991                                   | Jokohama                               | 30. Mistrzostwa Świata Teamów                         | Kobiety                                | Austria                                | 2                                      |

| Mistrzostwa Świata. Konkurencja par | Mistrzostwa Świata. Konkurencja par | Mistrzostwa Świata. Konkurencja par | Mistrzostwa Świata. Konkurencja par | Mistrzostwa Świata. Konkurencja par | Mistrzostwa Świata. Konkurencja par |
| Rok                                 | Miejsce                             | Zawody                              | Kategoria                           | Partner                             | Pozycja                             |
| ----------------------------------- | ----------------------------------- | ----------------------------------- | ----------------------------------- | ----------------------------------- | ----------------------------------- |
| 2002                                | Montreal                            | 11. Mistrzostwa Świata              | Miksty                              | Magnus Lindkvist                    | 49                                  |
| 2002                                | Montreal                            | 11. Mistrzostwa Świata              | Kobiety                             | Maria Erhart                        | 13                                  |
| 1998                                | Lille                               | 10. Mistrzostwa Świata              | Kobiety                             | Doris Fischer                       | 19                                  |

| Mistrzostwa Świata. Konkurencja indywidualna | Mistrzostwa Świata. Konkurencja indywidualna | Mistrzostwa Świata. Konkurencja indywidualna | Mistrzostwa Świata. Konkurencja indywidualna | Mistrzostwa Świata. Konkurencja indywidualna | Mistrzostwa Świata. Konkurencja indywidualna |
| Rok                                          | Miejsce                                      | Zawody                                       | Kategoria                                    | Pozycja                                      |                                              |
| -------------------------------------------- | -------------------------------------------- | -------------------------------------------- | -------------------------------------------- | -------------------------------------------- | -------------------------------------------- |
| 1996                                         | Paryż                                        | 3. Indywidualne Mistrzostwa Świata           | Kobiety                                      | 27                                           |                                              |
| 1994                                         | Paryż                                        | 2. Indywidualne Mistrzostwa Świata           | Kobiety                                      | 20                                           |                                              |

### Zawody europejskie
W europejskich zawodach zdobyła następujące lokaty:
| Zawody europejskie. Konkurencja teamów | Zawody europejskie. Konkurencja teamów | Zawody europejskie. Konkurencja teamów   | Zawody europejskie. Konkurencja teamów | Zawody europejskie. Konkurencja teamów | Zawody europejskie. Konkurencja teamów |
| Rok                                    | Miejsce                                | Zawody                                   | Kategoria                              | Drużyna                                | Pozycja                                |
| -------------------------------------- | -------------------------------------- | ---------------------------------------- | -------------------------------------- | -------------------------------------- | -------------------------------------- |
| 2013                                   | Ostenda                                | 6. Otwarte Mistrzostwa Europy            | Kobiety                                | Austria                                | 4                                      |
| 2013                                   | Ostenda                                | 6. Otwarte Mistrzostwa Europy            | Miksty                                 | Austria                                | 2                                      |
| 2012                                   | Dublin                                 | 51. Mistrzostwa Europy Teamów            | Kobiety                                | Austria                                | 8                                      |
| 2010                                   | Ostenda                                | 50. Mistrzostwa Europy Teamów            | Kobiety                                | Austria                                | 8                                      |
| 2007                                   | Antalya                                | 3. Otwarte Mistrzostwa Europy            | Kobiety                                | Austria                                | 11                                     |
| 2006                                   | Warszawa                               | 48. Mistrzostwa Europy Teamów            | Kobiety                                | Austria                                | 8                                      |
| 2005                                   | Teneryfa                               | 2. Otwarte Mistrzostwa Europy            | Open                                   | Terraneo                               | 65                                     |
| 2004                                   | Malmö                                  | 47. Mistrzostwa Europy Teamów            | Open                                   | Austria                                | 4                                      |
| 2003                                   | Mentona                                | 1. Otwarte Mistrzostwa Europy            | Kobiety                                | Austria                                | 4                                      |
| 2001                                   | Teneryfa                               | 45. Mistrzostwa Europy Teamów            | Kobiety                                | Austria                                | 4                                      |
| 1999                                   | Malta                                  | 44. Mistrzostwa Europy Teamów            | Kobiety                                | Austria                                | 2                                      |
| 1995                                   | Vilamoura                              | 42. Mistrzostwa Europy Teamów            | Kobiety                                | Austria                                | 5                                      |
| 1993                                   | Mentona                                | 41. Mistrzostwa Europy Teamów            | Kobiety                                | Austria                                | 9                                      |
| 1991                                   | Killarney                              | 40. Mistrzostwa Europy Teamów            | Kobiety                                | Austria                                | 1                                      |
| 1990                                   | Bordeaux                               | 1. Mistrzostwa Europy Mikstów            | Miksty                                 | Terraneo                               | 23                                     |
| 1989                                   | Turku                                  | 39. Mistrzostwa Europy Teamów            | Kobiety                                | Austria                                | 14                                     |
| 1987                                   | Brighton                               | 38. Mistrzostwa Europy Teamów            | Kobiety                                | Austria                                | 5                                      |
| 1982                                   | Salsomaggiore                          | 8. Młodzieżowe Mistrzostwa Europy Teamów | Juniorzy                               | Austria                                | 14                                     |

| Zawody europejskie. Konkurencja par | Zawody europejskie. Konkurencja par | Zawody europejskie. Konkurencja par | Zawody europejskie. Konkurencja par | Zawody europejskie. Konkurencja par | Zawody europejskie. Konkurencja par |
| Rok                                 | Miejsce                             | Zawody                              | Kategoria                           | Partner                             | Pozycja                             |
| ----------------------------------- | ----------------------------------- | ----------------------------------- | ----------------------------------- | ----------------------------------- | ----------------------------------- |
| 2013                                | Ostenda                             | 6. Otwarte Mistrzostwa Europy       | Kobiety                             | Jovanka Smederevac                  | 4                                   |
| 2005                                | Teneryfa                            | 2. Otwarte Mistrzostwa Europy       | Kobiety                             | Sylvia Terraneo                     | 41                                  |
| 2003                                | Mentona                             | 1. Otwarte Mistrzostwa Europy       | Mikst                               | Bernhard Bussek                     | 102                                 |
| 2003                                | Mentona                             | 1. Otwarte Mistrzostwa Europy       | Kobiety                             | Dietlind Kellner                    | 7                                   |
| 2000                                | Bellaria                            | 6. Mistrzostwa Europy Mikstów       | Mikst                               | Franz Terraneo                      | 73                                  |
| 1998                                | Akwizgran                           | 5. Mistrzostwa Europy Mikstów       | Mikst                               | Franz Terraneo                      | 4                                   |
| 1997                                | Montecatini                         | 6. Mistrzostwa Europy Par Kobiet    | Kobiety                             | Andrea Feichtinger                  | 137                                 |
| 1993                                | Mentona                             | 4. Mistrzostwa Europy Kobiet        | Kobiety                             | Doris Fischer                       | 12                                  |
| 1991                                | Montecatini                         | 6. Mistrzostwa Europy Par           | Open                                | Qumars Jadali                       | 15                                  |
| 1990                                | Bordeaux                            | 1. Mistrzostwa Europy Mikstów       | Mikst                               | Alfred Kadlec                       | 181                                 |
| 1989                                | Salsomaggiore                       | 5. Mistrzostwa Europy Par           | Open                                | Doris Fischer                       | 70                                  |

## Klasyfikacja
- Terry Weigkricht – klasyfikacja WBF (ang.)
- Terry Weigkricht – klasyfikacja EBL (ang.)